# 地戏
地戏又称安顺地戏，俗称跳神，是中国的地方戏剧曲种之一，流行于中国贵州省安顺地区的屯堡人中。地戏与屯堡人一同出现于十四世纪，但其渊源却可以追溯到源于原始社会图腾崇拜的傩祭。因此，地戏的演出形式与流行于云南地区的傩戏十分相似。

## 源流
地戏至今约有六百余年历史，其出现与明朝初年中国政府以军屯形式开发黔中安顺地区有关。明朝洪武十四年间（1381年），明太祖皇帝朱元璋调集皖（安徽）、苏（江苏）、赣（江西）、浙（浙江）、豫（河南）等地三十万武装力量远征云南，一举击溃元朝势力盘踞在云南的残部。战事既平，朱元璋虑及云南地处边陲，而贵州地区土司势力错综复杂，若无重镇，“虽有云南，亦难守也。”因此命大军随云南至湖广沿驿就地屯守，在贵州设卫二十四，守衙千户所二十六，其中安顺设普定、安庄、平坝三卫及关岭、柔远两守衙千户所。斯镇屯民，史料称“屯堡人”，同时从史料和至今保持于屯堡人间衣饰等民俗都可轻易看出，屯堡人实为明移居边陲汉民。
《续修安顺府志》录：“当草莱开辟之后，人民习于安逸，积之既久，武事渐废，太平岂能长保？识者忧之，于是乃有跳神戏之举。借以演习武事，不使生疏，含有寓兵于农之深意。”当屯堡人沿山险要冲以石为料筑堡屯田之后，由于屯堡人大多出身江南，深受楚文化傩祭传统影响，结合以屯戍民军人之职业习惯，寓教于乐，以“跳神戏”演习屯武之事，娱神娱人，于是便出现了地戏这一地方戏种。

## 演出
地戏的演出单位一般是村寨，一个村寨一堂戏，演出成员皆为农民，有约二、三十人，由“神头”带领，组成地戏队。地戏的基本单位是堂，由于戏书一般依古本历史或演义（如《隋唐》、《三国》等）而写，内容博大，所以一般一个地戏队只演一部大书，是为一堂。
《续修安顺府志》录：“跳神者首蒙青巾，腰围战裙，戴假面于额前，手执戈矛刀戟之属，随口而唱，应声而舞”。地戏演出时，演员用黑色的布巾遮罩头部，在额头部位向上佩戴木质面具，身穿类似古代战袍的戏服，主要的道具是木质的兵刃。而其主要表演形式是唱和舞。唱，是无乐器伴奏的说唱，由剧中人物边说边唱交代剧情。其唱法不分行当，有男女角，但没有男女腔之分。其舞，以“打”为主，即表现戏中的打斗。
地戏的演出程序一般分为“开箱”、“请神”、“顶神”、“扫开场”、“跳神”、“扫收场”、“封箱”等。顾名思义，“开箱”取在祭祀后开启封装道具和服装的储藏器皿并取出；“请神”是对演出人物（神明）的祭祀，并寄希望于将其灵魂寄托在演员身上。如此类推。其中，“跳神”是正式演出部分，又可细分为“设朝”、“下战表”、“出兵”、“回朝”等程序。
其余部分是带有驱邪纳吉成分的傩戏活动。由于屯堡人的神灵观，更给地戏赋予“傩愿”的性质，村民还会在建房求财、祈福求子的时候请地戏队中的“神灵”（如关羽、佘太君等）去进行“开财门”、“送太子”等活动。

## 内容
地戏的内容至今流传的大约有三十来部大书，其皆为屯堡人喜爱的薛家将、杨家将、岳家将、狄家将、三国英雄、瓦岗寨好汉等。内容单一，只有金戈铁马的征战故事，没有才子佳人戏、清官公案戏、绿林反叛戏、怪诞神话剧，只有赞美忠义、颂扬报国的忠臣良将戏。反映的时代上至商周，下至明朝。

## 分布
地戏分布于以贵州省安顺市西秀区为中心及市属的平坝、普定、镇宁、关岭、紫云、开发区，以及邻近的清镇、花溪、长顺等地。其中西秀区为地戏集中分布的区域，在全部300堂地戏中，仅西秀区就有190多堂。

## 现状
地戏和许多地方戏曲一样受到了当代经济、文化的多方面冲击，逐渐陷入萎缩。2006年5月20日，安顺地戏经中华人民共和国国务院批准列入第一批国家级非物质文化遗产名录。

## 安顺地戏与电影《千里走单骑》官司
在2005年张艺谋导演的电影《千里走单骑》中，讲述了一个日本父亲高田冈一（由日本演员高仓健饰演）远赴中国云南丽江拍摄傩戏(字幕为“云南面具戏”)。2010年1月25日安顺市文化局新闻发布会称，张艺谋执导的影片《千里走单骑》，影片中作为故事主线贯穿始终的“云南面具戏”事实上是安顺市的“安顺地戏”，片中的地戏演员、地戏面具、地戏演出的剧目、音乐、声腔、方言、队形动作等均来自安顺地戏。为此，安顺市文化局在北京对导演张艺谋、制片人张伟平及北京新画面影业有限公司提起诉讼，要求上述三方为电影《千里走单骑》侵犯“安顺地戏”署名权一事消除影响。
2010年5月11日上午，“安顺地戏案”在北京市西城区法院开庭审理。庭审中安顺文化局相关证人诉称，《千里走单骑》拍摄时，安顺市詹家屯的地戏演员应邀前往丽江，表演了“安顺地戏”传统剧目中的《战潼关》和《千里走单骑》，并被剪辑到影片中。但影片所宣传的“云南面具戏”实际上是“安顺地戏”，而安顺地戏”已于2006年被列为国家级非物质文化遗产。但被告方的代理律师认为，《千里走单骑》只是一部故事片，是电影作品，是可以虚构的，并指安顺市文化局在影片首映后5年起诉是故意炒作。庭审进行了大约2个小时，双方表示愿意调解，但未达成一致，法官称择日判决。

## 地戏面具图集
图为清代贵州安顺地戏面具。
|  |  |  |
|  |  |  |